# Ampelocissus racemifera
Ampelocissus racemifera là một loài thực vật hai lá mầm trong họ Nho. Loài này được (B.R.Jack.) Planch. miêu tả khoa học đầu tiên năm 1887.